# H-43 (航空機)
H-43 ハスキー
消火活動を支援するHH-43
- 用途：消防、救難
- 分類：ヘリコプター
- 製造者：カマン・エアクラフト
- 運用者： アメリカ合衆国（空軍、海兵隊、海軍）
- 初飛行：1947年
- 生産数：403機
- 生産開始：1951年
- 運用状況：退役

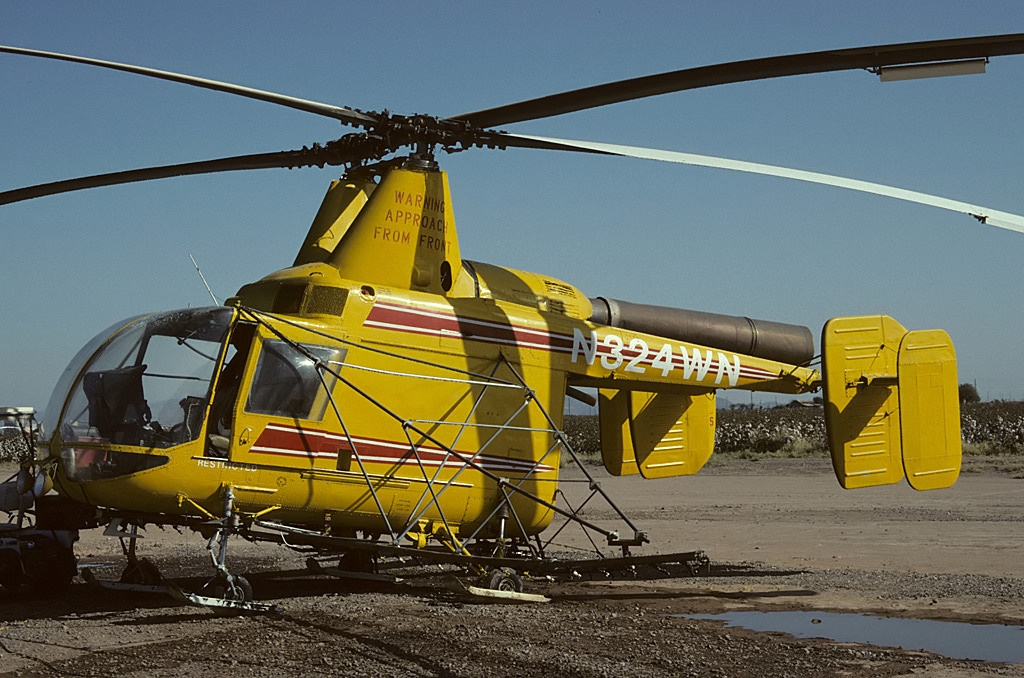
HH-43F Huskie

カマン H-43 はカマン・エアクラフト社で開発され、アメリカ空軍 / 海兵隊 / 海軍において1950年代から1970年代にかけて使用されたヘリコプター。愛称は「ハスキー（Huskie）」。主に航空機消防活動と救難のために使われた。原型は「HTK-1」の名称でアメリカ海軍向けに設計されたものである。

## 設計と開発
H-43ハスキーは、サーボフラップ効果によって制御される交差双ローター式という特異な推進装置を持っていた。最初の試作機はレシプロエンジン装備機で、1947年に初飛行してHTK-1としてアメリカ海軍に採用され、29機の発注を受けた。
- 1950年になってアメリカ海軍は新たな汎用ヘリコプタの設計競作を行い、HTK-1を大型化したカマンK-600がHUK-1（海軍）、HOK-1（海兵隊）として採用された。
- 1957年にアメリカ空軍が消火・墜落機救難用としてK-600に注目し、HOK-1の装備を変更したものをH-43Aとして採用した。
- 1958年になって、カマン社はエンジンをライカミング T53-L-1Bターボシャフトエンジンを搭載したK-600-3を開発した。これはエンジンの換装によって性能を向上させ、また、それまでレシプロエンジンが置かれていた空間を荷室として搭載量を増したもので、1958年12月13日に初飛行し、ただちにアメリカ空軍から発注を受けて203機が生産された。

最終型となったHH-43F（K-600-5）はエンジンをT53-L-11Aに換装し、燃料搭載量も大幅に増大したものである。

## 戦歴
H-43はベトナム戦争において、1970年代前半に新型機と交替するまでの間、第38救難・回収飛行中隊の使用機として、いくつかの分遣隊に分かれて行動し、コールサイン「ペドロ」として知られていた。

## 各型解説
XHTK-1
複座試作型。2機。
HTK-1
海軍用複座型、1962年以降TH-43Eと改称。29機。
HTK-1G
沿岸警備隊用評価型。1機。
HTK-1K
ドローンとしての評価型。1機。
XHOK-1
海兵隊用試作型。2機。
HOK-1
海兵隊用（600hp R-1340-48レシプロエンジン装備）、1962年以降OH-43Dと改称。81 機。
HUK-1
HOK-1の海軍型。1962年以降UH-43Cと改称。24機。
H-43A
HOK-1の空軍型。1962年以降HH-43Aと改称。18機。
HH-43A
H-43Aの1962年以降の呼称。
H-43B
H-43Aのエンジンを860shpのライカミング T53-L-1Bターボシャフトに換装、三座化し、かつ救難用装備一式を備えたもの。1962年以降HH-43Bと改称。203機。
HH-43B
H-43Bの1962年以降の呼称。
UH-43C
HUK-1の1962年以降の呼称。
OH-43D
HOK-1の1962年以降の呼称。
TH-43E
HTK-1の1962年以降の呼称。
HH-43F
HH-43B のエンジンを1,125shpの T-53-L-11A に換装し、ローターを回転半径の小さなものに変更した型。42機が生産され、他に多くのHH-43Bが改造された。
QH-43G
OH-43Dの1機をドローンに改造したもの。

## 使用国
- アメリカ合衆国： 空軍 / 海兵隊 / 海軍
- イラン
- コロンビア
- タイ
- パキスタン
- ミャンマー: 空軍において救難用に使用。現在は退役。ネピドーの国防博物館において1機が野外展示されている。
- モロッコ: モロッコ空軍がHH-43Bを採用[1]。退役済み[2]。

## 性能・主要諸元（HH-43B）
- 乗員 ： 操縦士・観測員・消防員計 3名、乗客 10名または担架 4床 + 看護員 1名
- 全長 ： 7.62 m
- 全幅 ： 14.3 m
- 全高 ： 5.23 m
- 最大離陸重量 ： 4,150 kg
- 発動機 ： ライカミング T53-L-1B ターボシャフト 860 shp ×1基
- 超過禁止速度 ： 193 km/h
- 巡航速度 ： 178 km/h
- 上昇率 ： 610 m/min（海面上）
- 実用上昇限度 ： 7,620 m
- 航続距離 ： 445 km

## 参考図書
- 国際戦略研究所（IISS） 編、防衛庁防衛局調査第二課 訳『ミリタリー・バランス 1981-1982』朝雲新聞社、1981年11月25日。ISBN 4-7509-3003-2。
- 『現代アメリカ軍用機』（酣燈社、「航空情報」1966年11月号増刊）
- "United States Military Aircraft since 1909" , Gordon Swanborough & Peter M. Bowers , PUTNUM , 1989
- The International Institute for Strategic Studies (IISS) (2024) (英語). The Military Balance 2024. Routledge. ISBN 978-1-032-78004-7